# Tramvia de Saragossa
El Tramvia de Saragossa (en castellà: Tranvía de Zaragoza) és una xarxa de tramvia de la ciutat de Saragossa (Aragó) que es va posar en funcionament, amb una línia, el 4 d'abril del 2011. El projecte inclou un total de tres línies.

## Història

### Cronologia
- 1976, 23 de gener: l'últim tramvia circula per la ciutat de Saragossa, ja que els tramvies van ser substituïts per autobusos.
- Dècada del 2000: l'ajuntament de Saragossa encarrega un pla de mobilitat sostenible que inclou un pla intermodal de transports per a l'àrea de Saragossa.
- 2006: el pla proposa la construcció d'una línia de rodalia i una altra de tramvia o metro lleuger.
- 2009: comencen les obres de la línia 1 del tramvia.
- 2010: es fan proves sense passatgers.
- 2011: el 19 d'abril s'inaugura oficialment la línia 1 del tramvia.

## Línia 1

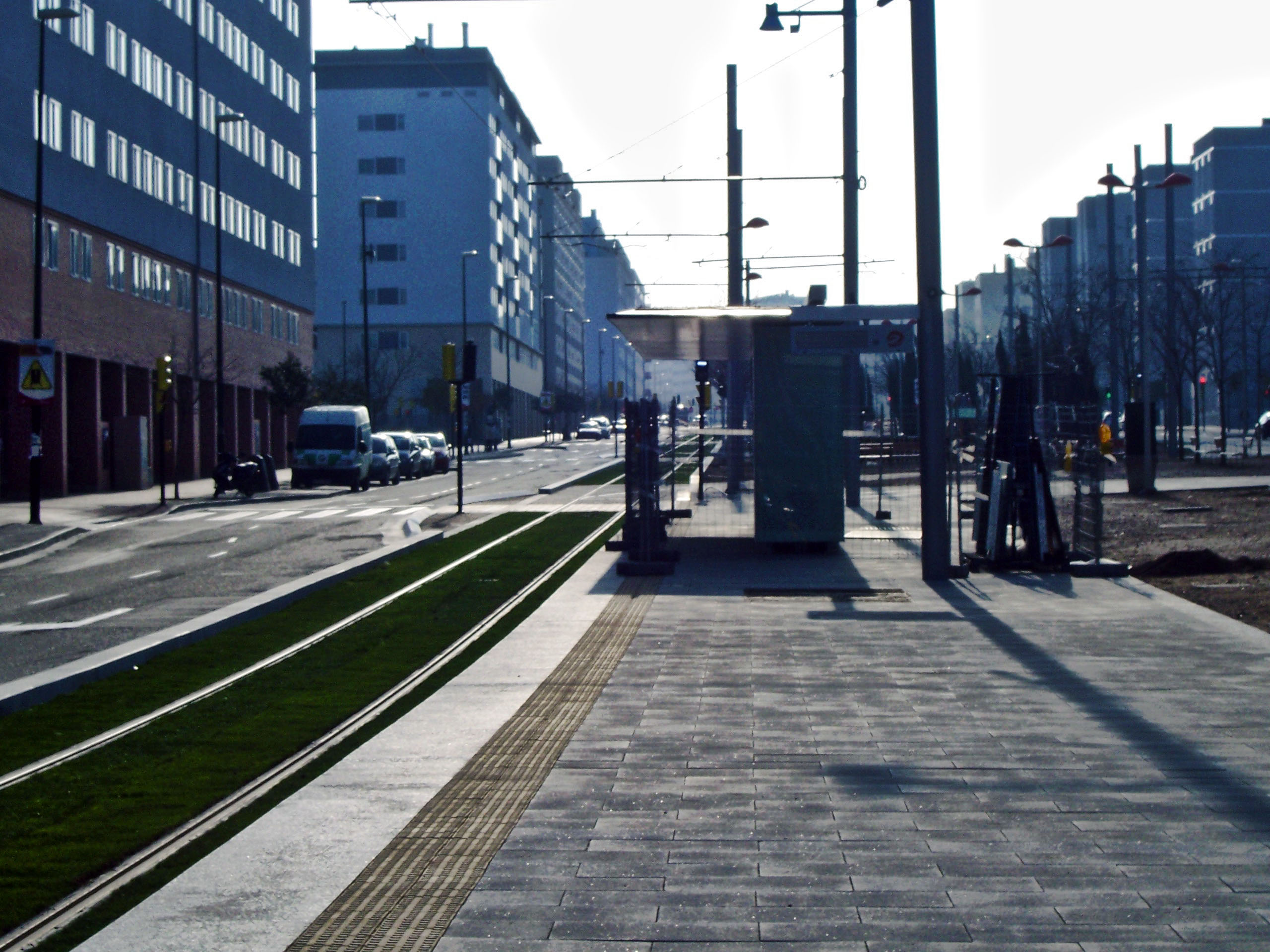
Parada lateral amb marquesina al passeig de los Olvidados (Valdespartera).

La línia 1 té en servei un total d'11 parades de les 25 previstes, a una distància de 500 metres entre elles. La longitud total és de 12,8 km, que es recorren a una velocitat comercial de 21 km/h, i realitza el recorregut en 40 minuts. Concretament 19 minuts entre l'Academia General Militar i Plaza de España i 21 minuts entre Plaza de España i Plaza Cinema Paradiso a Valdespartera.
La construcció s'ha divit en dues fases:
- Fase 1 (2009-2011): meitat sud de la línia, entre Valdespartera i la Plaza de Basilio Paraíso, amb un total de 12 parades. La construcció es va iniciar el 19 d'agost de 2009, i va entrar en la fase de proves a finals de 2010. A partir del 4 d'abril es va posar en marxa.[3] El 19 d'abril de 2011 s'inaugurà el servei comercial.[4]
- Fase 2 (2011-2013): entre la Plaza de Basilio Paraíso i l'Academia General Militar, té un total de 14 parades i és la meitat nord de la línia; travessa el centre de la ciutat. Les obres van començar el 3 de març de 2011.[5]

## Línia 2
Enllaçarà el barri de Las Fuentes i el de San José amb el barri de Las Delicias.

## Línia 3
Enllaçarà el barri de La Jota amb el barri de Torrero.